# FIFA (серијал видео игара)
FIFA je прекинут серијал фудбалских видео играра коју су направили ЕА Ванкувер i ЕА Румунија и објављено од стране ЕА Спортс. Од 2011. ФИФА франшиза је локализована на 18 језика и доступна у 51 земаља. Уврштен у Гинисову књигу рекорда као најпродаванија франшиза спортских видео игара на свету, ФИФА серија је продата у преко 325 милиона примерака од 2021. Дана 10. маја 2022. године, објављено је да ће се 30-годишње партнерство ЕА и ФИФА окончати по раскиду њиховог уговора о лиценцирању, чиме ће ФИФА 23 бити последњи улазак у франшизу под именом ФИФА. Као наследник ФИФА серије, ЕА је лансирала франшизу ЕА Спортс ФЦ, при чему је ЕА Спортс ФЦ 24 прва игра под новим именом.

## Насловна страна
У последњем издању приказан је Килијан Мбапе, који се три узастопне године појављује између ФИФА 21 и ФИФА 23 на насловној страни серије, као лице франшизе. 
Нападач Челсија, Сем Кер, појављује се заједно са Мбапеом у ултимативном издању, постајући прва фудбалерка у историји франшизе којој је то успело.
У ЕА Спортс ФЦ 24, инаугурационом делу следеће франшизе ЕА Спортс ФЦ, Ерлинг Халанд ће се појавити на насловницама стандардног и ултимативног издања.
Претходне насловне звезде су Еден Хазард, који је био заштитно лице ФИФА 20, као и Кристијано Роналдо, звезда са насловне стране ФИФА 18 и ФИФА 19. Лионел Меси се појавио на четири узастопне насловне странице од ФИФА 13 до ФИФА 16. Вејн Руни је глумио на седам насловнице серије: свака утакмица од ФИФА 06 до ФИФА 12. Роналдињо се појавио заједно са Рунијем на четири од њих (ФИФА 06 до ФИФА 09).
ФИФА 12 држи рекорд за "најбрже продавану спортску игру икада" са преко 3,2 милиона продатих игара и преко 186 милиона долара генерисаних у малопродаји у првој недељи објављивања. Најновије издање франшизе, ФИФА 23, објављено је широм света 27. септембра 2022. Доступно је за више система за игре, укључујући Плејстешн 4, ИКСБокс Оне, Нинтендо Свич, Виндовс, Плејстејшн 5, ИКСБокс Серие Икс и Серие С и Стадиа.

## Изглед
Док ФИФА 95 није додала много осим могућности играња са клупским тимовима, ФИФА 96 је померила границе. По први пут са стварним именима играча добијањем ФИФПро лиценце, верзије за Плејстејшн, рачунар, Сега и Сега Сатурн користиле су ЕА-јев „Виртуал Стадиум“ мотор, са 2Д сприте играчима који се крећу по 3Д стадиону у реалном времену.
ФИФА игре су наишле на мање критике; као што су побољшања сваке игре у односу на њену претходницу. Како се тржиште конзола ширило, ФИФА је била директно изазвана другим насловима, пре свега Конамијевом серијом Про Еволушн Сокер (ПЕС). Ривалство између обе франшизе од 1990-их сматра се „највећим ривалством“ у историји спортских видео игара. Док је ФИФА у почетку имала приступ више у „аркадном стилу“, ПЕС је више био серијал видео игрица са симулацијом фудбала са „тактичком игром бржег темпа“ и разноврснијом појавном игром, што је довело до тога да се ПЕС такмичи са ФИФА-ом у продаји током 2000-их.
До 2000. године, ФИФА серија је продата у више од 16 милиона јединица широм света, што ју је учинило најпродаванијим серијалом фудбалских видео игрица за асоцијације. Године 2010. ФИФА серија је продата у преко 100 милиона примерака, што је чини најпродаванијим франшизом спортских видео игара на свету и најпрофитабилнијим ЕА Спортс насловом. Пошто је ФИФА 12 продата у 3,2 милиона примерака у првој недељи након свог дебија у Северној Америци 27. септембра 2011., ЕА Спортс ју је назвао „најуспешнијим лансирањем у историји ЕА Спортс“.

## Лиценце
Најновија серија у садржи многе ексклузивно лиценциране лиге, укључујући лиге и тимове из целог света, укључујући немачку Бундеслигу и 2. Бундеслигу, енглеску Премијер лигу и ЕФЛ првенство, италијанску Серију А и Серију Б, шпанску Ла Лигу и Ла Лигу 2 , француска Лига 1 и Лига 2, португалска Примеира лига, турска супер лига, холандска Ередивисие и још многе друге.